# 別林斯基 (奔薩州)
52°58′N 43°25′E / 52.967°N 43.417°E
別林斯基（俄语：Бели́нский）是俄羅斯奔薩州西南部的一個城市，距奔薩129公里。2002年人口8,837人。
1713年建立，1780年設市。1948年改稱現名，以紀念評論家別林斯基。